# 市场幻象
市场幻象（拉丁語：Idola fori，英語：或，也译作市场偶像或市场假象）是一类逻辑谬误，由于人类语言中词语的定义与这些词语所代表的自然界的真实事物之间不完全一致而产生的。弗朗西斯·培根爵士用拉丁文创造，并在他的著作《新工具论》中使用，《新工具论》是为现代科学的逻辑和方法进行论证的最早的著作之一。

## 概述
市场幻象是表示“现在劫持着人类理解力并在其中根深蒂固的假象和错误的概念”的四个“幻象”之一。这些幻象“围困着人们的心灵”，使得“真理不得其门而入”。培根预测，即使在他所“科学复兴”之后仍会“聚拢一起来搅扰我们，除非人们预先得到危险警告而尽力加强自己以防御它们的猛攻。”（第1卷格言38）换句话说，它们是科学的问题，一个成功的现代科学方法将需要设法避免它们。
除了市场幻象，还有种族幻象（由人性造成）、洞穴幻象（由偏见造成）和剧场幻象（由哲学家和思想体系的影响造成）。这四个幻象一起被称为心灵幻象（拉丁語：Idola mentis）。

## 培根的表述
市场幻象其名表达了“人们在市场中有往来交接之意。人们是靠谈话来联系的；而所利用的文字则是依照一般俗人的了解。所以，选用文字之失当害意就可怕地障碍着理解力。”（第1卷格言43）